# 綜通横浜ビル
綜通横浜ビル（そうつうよこはまビル）は、神奈川県横浜市中区本町1丁目に所在する建築物である。

## 歴史・建築
1930年（昭和5年）に、江商（現 兼松）横浜支店として、地上4階・地下1階の社屋が建設され、のちに5階部分が増築された。外装はテラコッタタイルで仕上げられ、設計者は不詳だが、帝国ホテルなどを設計したフランク・ロイド・ライトの影響を受けたと考えられている。建物名は「本町旭ビル」から「綜通横浜ビル」に変更され、1993年には横浜市認定歴史的建造物に認定された。1995年には、1階から4階までのファサードを残し、その背後に地上10階・地下2階のビルが建てられた。
オフィスビルとして使用され、毎日新聞社横浜支局などが入居する。

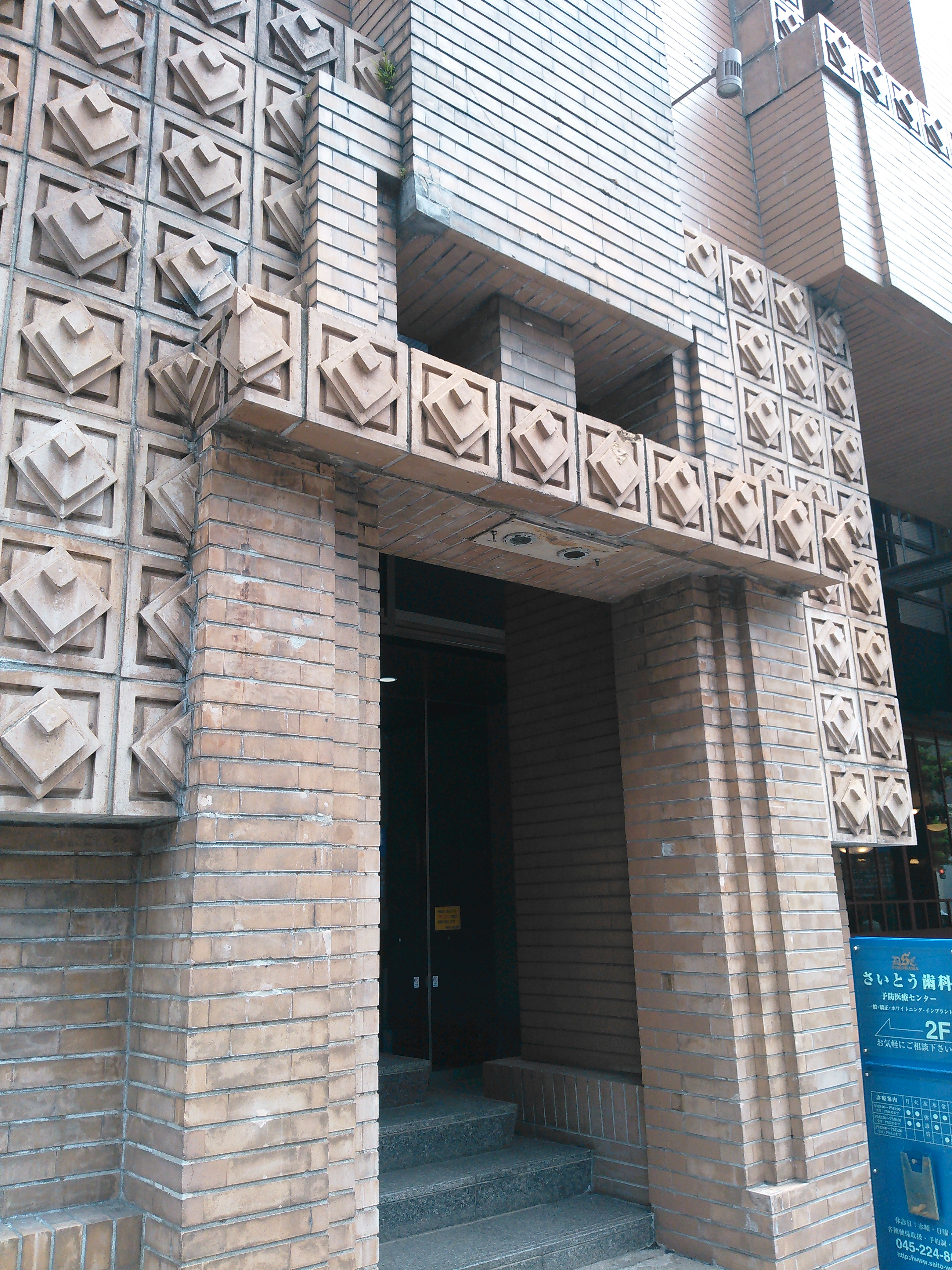
テラコッタタイル仕上げのエントランス。
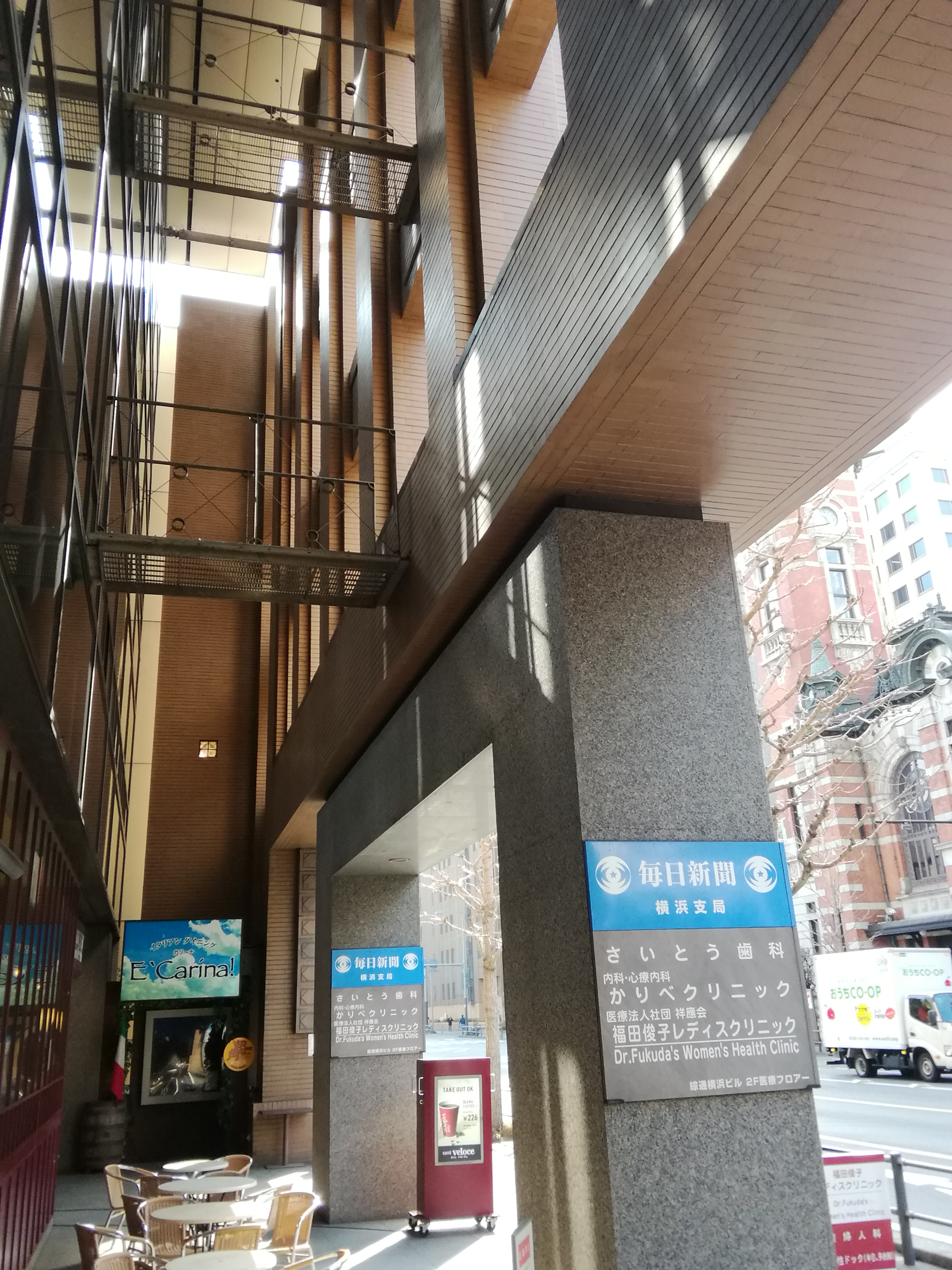
新築部の躯体はファサードと離れて建てられている。